# Sauritinia dubiosa
Sauritinia dubiosa là một loài bướm đêm thuộc phân họ Arctiinae, họ Erebidae.